# Einzellader-Luftgewehr

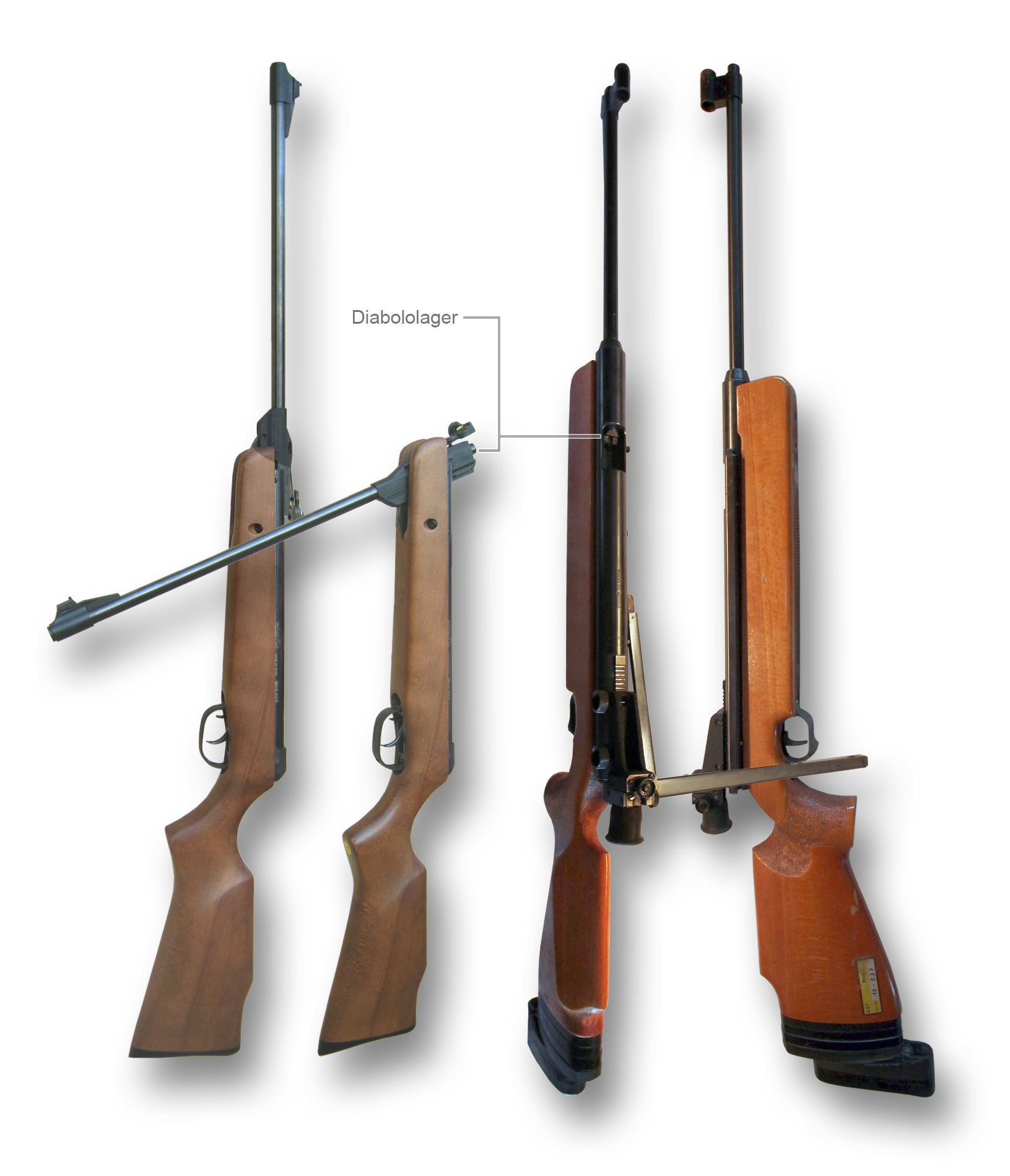
Illustration zur Darstellung verschiedener Luftgewehr-Systeme (links: Knicklauf / rechts: Seitenspanner)

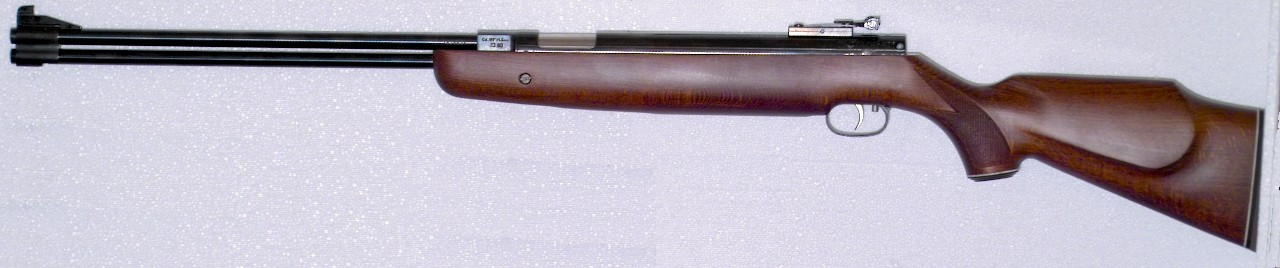
Unterhebelspanner

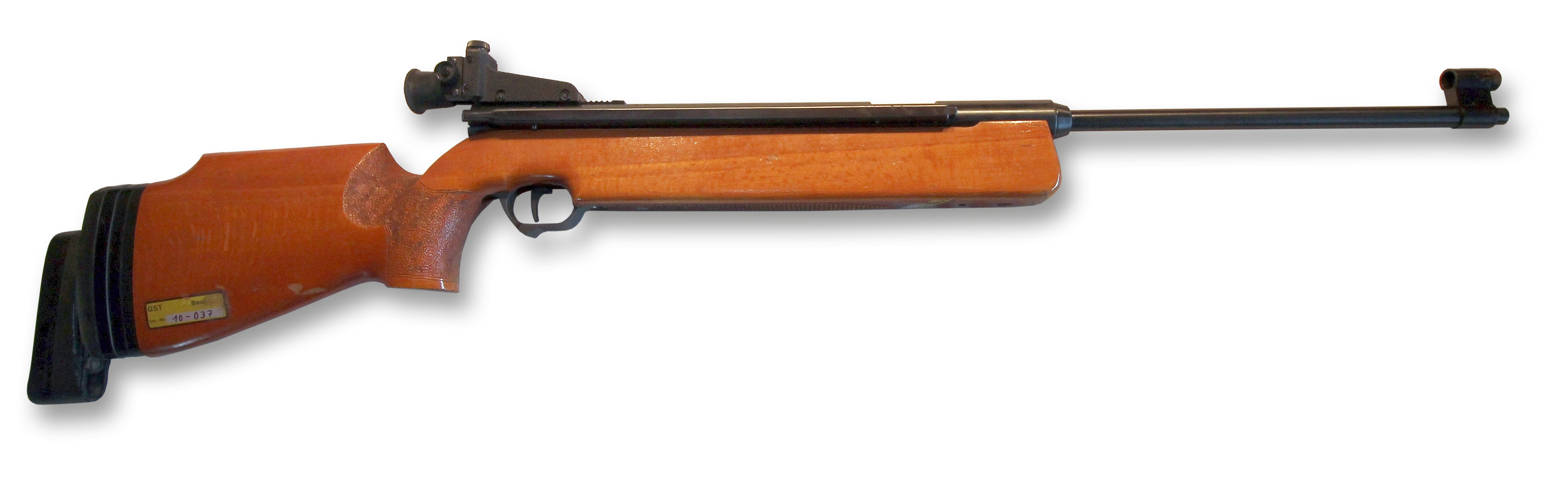
Seitenhebelspanner (Haenel 312)

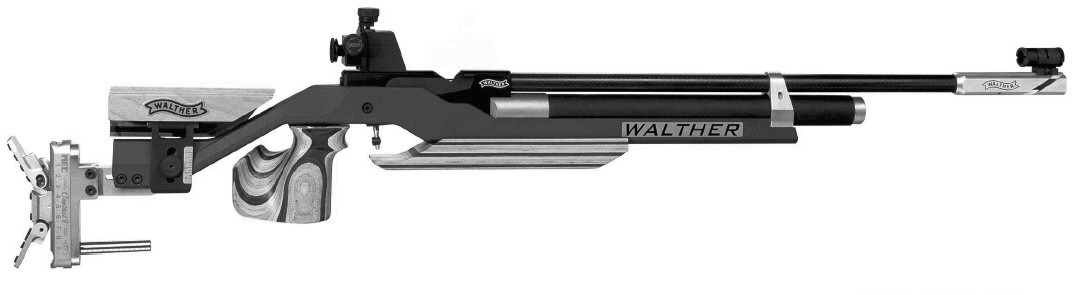
System mit vorkomprimierter Luft, Walther LG300

Ein Einzellader-Luftgewehr verschießt, wie andere Einzellader-Waffen, dem System einzeln zugeführte Projektile wie beispielsweise Diabolos.
Einzellader-Luftgewehre werden in verschiedenen Systemausführungen gefertigt:
1. Federgespannte Systeme (Die Druckluft wird von einer vorgespannten Feder beim Abdrücken durch einen Druckluftkolben erzeugt)
  - Schwenklaufsysteme (Die Feder wird mittels einer entsprechenden Mechanik am seitlich schwenkenden Lauf gespannt)
  - Kipplaufsysteme (Die Feder wird mittels einer entsprechenden Mechanik am nach unten kippenden Lauf gespannt, Haenel 300)[1] oder Haenel 303
  - Starre Systeme mit Schwenkhebelspanner (Seitenhebelspanner, Haenel 312)[2] oder FWB 300
  - Starre Systeme mit Unterhebelspanner (Weihrauch HW77)
  - Starre Systeme mit Repetierspannhebel (ähnlich einem Kammerstängel, Haenel 311)[3]
2. Systeme mit vorkomprimierter Luft (hochkomprimierte Luft wird mittels einer Kartusche zugeführt)
3. Gasbetriebene Systeme (Komprimierte Gase, meist CO2, werden mittels einer Kartusche zugeführt)

Allen Systemen gleich ist, dass das zu verschießende Geschoss einzeln dem System zugeführt werden muss. Bei präzisen Luftgewehren und besonders bei Matchluftgewehren, die in der Regel ausgesuchte Diabolos verschießen, wird das Geschoss von Hand ins System eingelegt und bei starren Systemen durch die Verschlusseinrichtung zugeführt. Bei Kipp- und Schwenklaufsystemen wird das Geschoss direkt in einer Vertiefung am hinteren Laufende eingelegt. Ein bekanntes Einzellader-Luftgewehr ist das Weihrauch HW 30 M/II.